# Max Erwin von Scheubner-Richter
Ludwig Maximilian Erwin von Scheubner-Richter (Riga, 9 de enerojul./ 21 de enero de 1884greg. – Múnich, 9 de noviembre de 1923), nacido como Ludwig Maximilian Erwin Richter (en letón: Ludvigs Rihters), fue uno de los primeros miembros del Partido Nazi, y uno de los participantes en el Putsch de la Cervecería en 1923, durante el cual falleció.

## Biografía
Scheubner-Richter era un Alemán báltico nacido en Riga (Livonia) y residió durante parte de su vida en el Imperio Ruso. Durante la Revolución rusa de 1905 se unió a una de las milicias que combatió con los revolucionarios.
Durante la Primera Guerra Mundial prestó servicio en el Imperio Otomano como Vicencónsul alemán de Erzerum. Mientras desempeñó su puesto diplomático, Scheubner-Richter documentó las matanzas de armenios perpetradas por los turcos durante el llamado Genocidio Armenio. Max Erwin von Scheubner-Richter está considerado como una de las personalidades que más abiertamente se opuso a las deportaciones y posteriores masacres de armenios. Scheubner-Richter creía que las deportaciones estaban basadas en el "odio racial" y que, en modo alguno, nadie podría sobrevivir a esas marchas forzadas.
Tras el final de la guerra, Von Scheubner-Richter apoyó a los contrarrevolucionarios rusos antes de marchar a Alemania, en 1918, junto a Alfred Rosenberg. En la Alemania de posguerra se convirtió en el líder del Aufbau Vereinigung, una pequeña organización contrarrevolucionaria compuesta por rusos blancos emigrados, activistas Völkisch y nacionalsocialistas. También estuvo relacionado con los Freikorps y llegó a participar en el Golpe de Estado de Kapp. Fue por esas fechas cuando entró en contacto con Adolf Hitler y se integró en el Partido Nacionalsocialista Obrero Alemán.
El 9 de noviembre de 1923, durante el llamado Putsch de la Cervecería, mientras marchaba brazo a brazo junto a Hitler, fue alcanzado en los pulmones por un disparo de la policía y murió instantáneamente. Von Scheubner-Richter marchaba codo a codo junto a Hitler, a quien, a consecuencia del disparo arrastró hacia el suelo en su caída mortal, dislocándole el hombro.  Scheubner-Richter fue el único líder nazi de primer nivel que murió durante el Putsch. De hecho, de todos los militantes nazis fallecidos durante el golpe, Hitler declararía posteriormente que Scheubner-Richter fue la única pérdida irremplazable.